# محوطه لیلاب
محوطه لیلاب مربوط به سده‌های میانه دوران‌های تاریخی پس از اسلام است و در شهرستان ورزقان، بخش خاروانا، دهستان دیزمار، ۱ کیلومتری شمال روستای لیلاب واقع شده و این اثر در تاریخ ۲۷ اسفند ۱۳۸۷ با شمارهٔ ثبت ۲۶۳۶۴ به‌عنوان یکی از آثار ملی ایران به ثبت رسیده است.